# ときめきを止めるな!
『ときめきを止めるな!』（ときめきをとめるな）は、テレビ東京（関東ローカル）にて2023年4月8日（7日深夜）から7月1日（6月30日深夜）まで毎週土曜1時53分から2時23分（金曜深夜25時53分から26時23分）に放送されていた超ときめき♡宣伝部のバラエティ番組である。全13回放送された。avex traxの一社提供番組であった。
サブタイトル込みの番組名は『ときめきを止めるな!〜私たち、超ときめき♡宣伝部です!〜』（ときめきをとめるな　わたしたち、ちょうときめきせんでんぶです）となる。
当番組は超ときめき♡宣伝部の地上波における初の冠番組（ミニ番組での冠番組を除く）である。

## 概要
超ときめき♡宣伝部の地上波における初の冠番組となるアイドルバラエティ番組。毎回番組名にもある「～を止めるな！」にちなんだ企画に超ときめき♡宣伝部のメンバーが挑戦していく番組内容である。
毎回、番組オープニング後に「-第（放送回の数字X）話-（サブタイトル）」が表示される。放送回数は「第X話」として表されている。
饒舌上等な悪魔猫「ときめき猫」（キャラクターデザイン・キャラクターボイス：ナギノエナ）というキャラクターがVTRにツッコミを入れる役割を果たしている。
当番組は当初より１クール（3ヶ月間）の放送予定であり、予定通り1クール全13回放送された。
金曜深夜（土曜）放送終了後、翌日（当日）土曜正午にTVer・ネットもテレ東にて原則1週間無料見逃し配信がされた。

## 出演者
- 超ときめき♡宣伝部（辻野かなみ・杏ジュリア・坂井仁香・小泉遥香・菅田愛貴・吉川ひより）
- ときめき猫（キャラクターボイス：ナギノエナ）

## ゲスト
毎回お笑い芸人が公式お兄ちゃん（仮）（紅しょうがは公式お姉ちゃん（仮））としてゲストMC役を担っていた。最終回の第13話ではお笑い芸人はゲストMC役としてではなくゲストとして出演した。
- タイムマシーン3号(#1 , 6 , 13)
- 真空ジェシカ(#2)
- ランジャタイ(#3)
- ティモンディ(#4)
- インディアンス(#5)
- 紅しょうが(#7 , 8 , 13[注 3])
- 宮下兼史鷹（宮下草薙）(#9 - 11 , 13)
- 超新塾(#12)

ゲストMCの以外のゲストは放送リスト参照。

## 放送リスト
| 話数 | 放送日              | サブタイトル                       | 公式お兄ちゃん（仮） （公式お姉ちゃん（仮）） | ゲスト                                                              | 備考 |
| ---- | ------------------- | ---------------------------------- | --------------------------------------------- | ------------------------------------------------------------------- | --- |
| 1    | 2023年 04月07日深夜 | ドッキリを止めるな！               | タイムマシーン3号                             | sa'Toshl （Toshlのものまねタレント）                                | |
| 2    | 04月14日深夜        | 歌を止めるな！                     | 真空ジェシカ                                  |                                                                     | |
| 3    | 04月21日深夜        | ゲームを止めるな！                 | ランジャタイ                                  |                                                                     | |
| 4    | 04月28日深夜        | とき宣愛を止めるな！               | ティモンディ                                  |                                                                     | |
| 5    | 05月05日深夜        | 運を頼りに番組制作を止めるな！     | インディアンス                                |                                                                     | |
| 6    | 05月12日深夜        | 宣伝を止めるな！                   | タイムマシーン3号                             | TATSUYA （GACKTのものまねタレント）                                 | |
| 7    | 05月19日深夜        | 謎ときを止めるな！                 | 紅しょうが                                    |                                                                     | |
| 8    | 06月01日深夜        | 晴れ舞台を止めるな！ライブDEクイズ | 紅しょうが                                    |                                                                     | 世界卓球2023のため、5月26日金曜深夜放送分は休止。 代わりに6月1日木曜深夜26:35 - 27:05に放送。 見逃し配信は6月2日金曜正午に開始。 |
| 9    | 06月02日深夜        | キャンプを止めるな！               | 宮下兼史鷹（宮下草薙）                        | お助けお兄さん： たけだバーベキュー                                 | |
| 10   | 06月09日深夜        | キャンプを止めるな！完結編         | 宮下兼史鷹（宮下草薙）                        | お助けお兄さん： たけだバーベキュー                                 | |
| 11   | 06月16日深夜        | ゾクゾクを止めるな！               | 宮下兼史鷹（宮下草薙）                        | ぁみ（ありがとう）、 シークエンスはやとも                           | |
| 12   | 06月23日深夜        | チームワークを止めるな！           | 超新塾                                        | お助けお兄さん： 岡野雅行                                           | |
| 13   | 06月30日深夜        | ときめきを止めるな！               |                                               | 稲田美紀（紅しょうが）、 宮下兼史鷹（宮下草薙）、 タイムマシーン3号 | 紅しょうがはコンビで出演予定であったが、熊元プロレス（紅しょうが）が体調不良により欠席。                                         |

## スタッフ
- ナレーション：宮川智司
- キャラクターボイス：ナギノエナ
- 構成：佐々木貴博
- CAM：池田鉄平(#1 , 4・5 , 8 - 12)、安藤功(#2・3)、飛岡浩朴(#6 , 13)、斉藤慎司(#7)
- AUD：飛岡浩朴(#1 , 4・5)、石田崇(#2・3)、福本勇人(#6・7)、山本賢太郎(#8 - 11)、山崎大輔(#12)、鈴木卓也(#13)
- 編集：本間隆造(#1 - 8 , 10 - 13)、萩原隆司(#9)
- MA：野宮聡(#1 , 7)、引地貴大(#2 - 6 , 8 - 13)
- 音響効果：田口弘記
- 技術協力：ピースリー本舗、メディア・リース
- 美術協力：テレビ東京アート(#1 , 4・5)
- 協力：DAM第一興商(#2)
- 撮影協力：水海道あすなろの里 RECAMP常総(#9 - 11)
- タイトル・CG：ODDJOB
- デスク：出家李紅
- AD：柿木優輝(#1 - 5 , 7 , 9 - 11)、黄淼、とき宣(#3)[注 4]
- ディレクター：岡本健吾(#1 - 5 , 7 , 9 - 11 , 13)、林昇平、柿木優輝(#6 , 8 , 12・13)
- プロデューサー：風見裕子、鈴木晴遼
- 演出・プロデューサー：岩下裕一郎
- チーフプロデューサー：星俊一(#1・2)、工藤里紗(#3 - 13)
- 制作協力：スターダストプロモーション(#1 - 4 , 6 - 13)、オクタゴン
- 製作著作：テレビ東京

## 音楽
オープニングテーマ
- 超ときめき♡宣伝部「すきっ!〜超ver〜」

## 備考
- 2024年に放送された超ときめき♡宣伝部の冠番組『ときめき♡超音波!!』（日本テレビ）では『ときめきを止めるな!』第5話で公式お兄ちゃん（仮）としてゲストMCを務めたインディアンスが番組MCとして起用された[3]。